# Station Idar-Oberstein
Station Idar-Oberstein is een spoorwegstation in de Duitse plaats Idar-Oberstein. Het station werd in 1859 geopend aan de Nahetalbahn.